# Ozodiceromya nigrimana
Ozodiceromya nigrimana är en tvåvingeart som först beskrevs av Krober 1912.  Ozodiceromya nigrimana ingår i släktet Ozodiceromya och familjen stilettflugor.
Artens utbredningsområde är Colorado. Inga underarter finns listade i Catalogue of Life.